# ارکین-توغ (شهرستان اوزکند)
ارکین-توغ (به لاتین: Erkin-Too) یک منطقهٔ مسکونی در قرقیزستان است که در شهرستان اوزکند واقع شده‌است. ارکین-توغ ۲٬۰۱۰ نفر جمعیت دارد.